# Oosteind (Oosterhout)

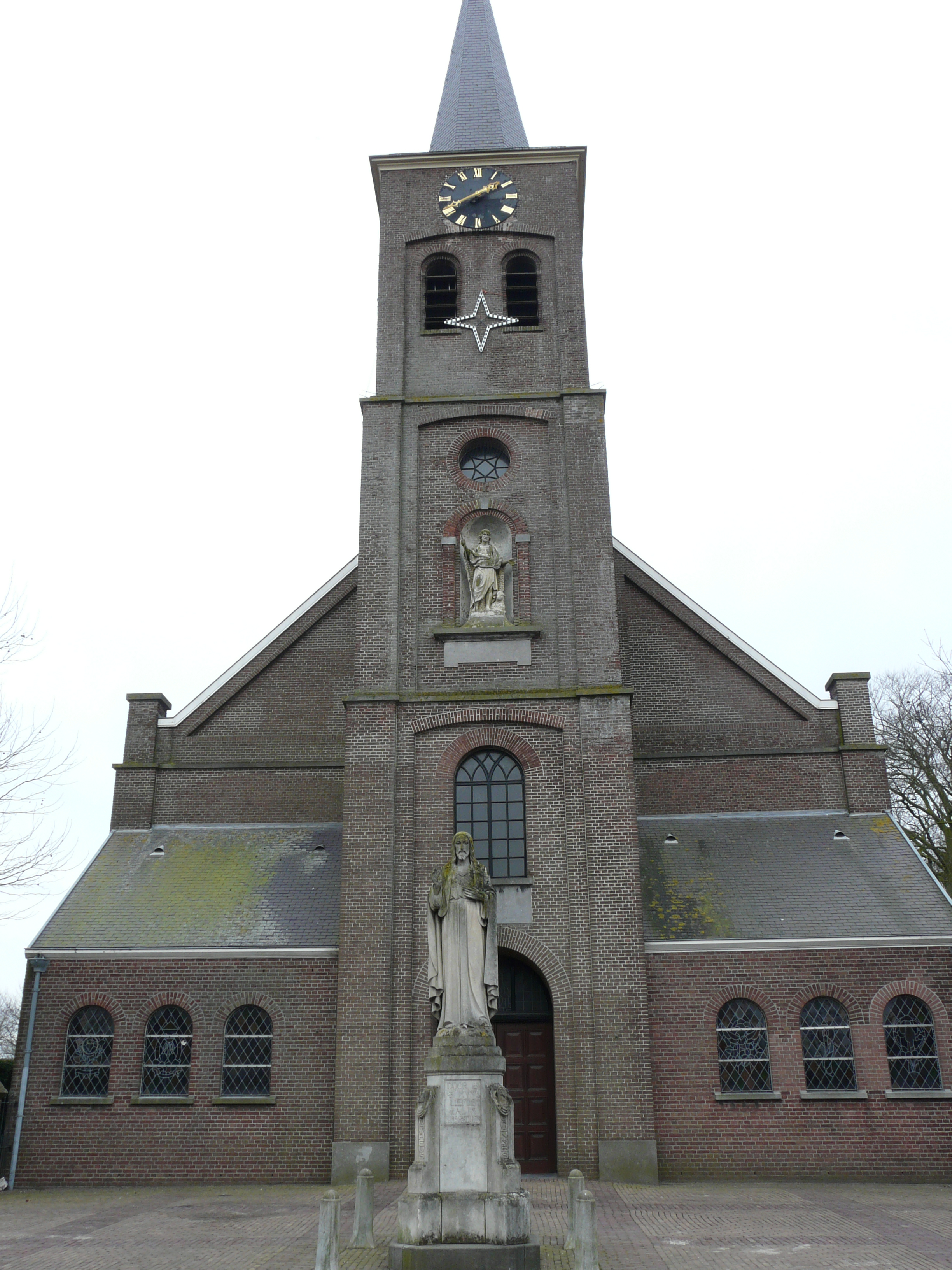
Johannes de Doperkerk

Oosteind is een dorp in de gemeente Oosterhout, in de Nederlandse provincie Noord-Brabant. Het is een lintdorp tussen Oosterhout en Dongen ten oosten van de A27 en heeft 1.240 inwoners (2023).

## Toponymie
De vroegere benamingen van Oosteind zijn Holendonc en ook wel Ulendonc. De naam Oosteind komt van het oostelijke uiteinde (van Oosterhout).

## Geschiedenis
De eerste vermelding van Oosteind, als Ulendonc, dateert van 24 augustus 1308. Uit dit document blijkt dat de Abdij van Tongerlo hier bezittingen had. Oosteind ontstond op de grens van land en water, met in het noorden een moerasgebied en in het zuiden de hogere zandgronden met heidevelden en stuifduinen. Het wordt naar het oosten toe begrensd door de Donge, die vroeger de grens vormde tussen de Baronie van Breda en het Graafschap Holland, waartoe 's Gravenmoer behoorde.
Het is begrijpelijk dat boeren zich hier vestigden, want er was kwelwater beschikbaar. Op de droge zandgrond kon men wonen en het veengebied in het noorden leverde turf en bood weidegronden en hooiland. Zo ontstond op de grens van zand en klei een lint van boerderijen. Uiteraard had het land ten noorden van Oosteind te lijden van de Sint-Elisabethsvloed van 1421. Het moeras werd in 1708 uiteindelijk ingepolderd, waarbij de Gecombineerde Willemspolder werd gevormd.
Vroeger waren er, als enige plaats in de gemeente Oosterhout, leerlooierijen in Oosteind. In het jaar 1900 waren er zelfs een 20-tal. Deze activiteit sloot aan bij de leder- en schoenindustrie in het nabijgelegen Dongen en in de Langstraat. Tussen 1920 en 1930 verdwenen veel bedrijfjes. Na de Tweede Wereldoorlog was er een opleving, toen de meeste mensen van klompen op schoenen overgingen. Midden jaren 70 van de 20e eeuw verdwenen de bedrijfjes vrijwel allemaal, mede door de verscherpte milieueisen, de schaalvergroting en de concurrentie met lagelonenlanden. Tegenwoordig is er nog één leerlooierij in bedrijf, namelijk die van Pierre Driessen aan Provincialeweg 12, welke al van 1895 af aan bestaat. Hier werd tot 1948 nog het traditionele kuiplooien toegepast. Bij het 100-jarig bestaan in 1995 kreeg het bedrijf het predicaat Hofleverancier.
In de nabijgelegen buurtschap Groenendijk was ook veel economische activiteit, vooral omdat daar een haven was, zie de beschrijving aldaar. De beetwortelsuikerfabriek Van Campenhout & Compagnie stond aan de Groenendijkse Haven. Deze werd gebouwd in 1872, en gesloopt in 1905.
De provincie Noord-Brabant plaatste 75 panden van deze kleine kern op haar monumentenlijst. Het dorp bleef echter niet stil staan, getuige de moderne veehouderijen in de Gecombineerde Willemspolder en de glastuinbouw op de zandgronden. De vele ondernemingen en burgerhuizen aan de Provincialeweg zijn medebepalend voor dit lintdorp. De plaatselijke Heemkundewerkgroep Uilendonc heeft ter gelegenheid van het 700-jarig bestaan van Oosteind in 2008 een canon van Oosteind uitgebracht, waarin de geschiedenis van het dorp in een aantal punten wordt toegelicht.

## Bezienswaardigheden
- Johannes de Doperkerk, met Heilig Hartbeeld van Jan Custers.
- Pastorie, uit omstreeks 1852.
- Restant, aan Provincialeweg 143A, van molen De Hoop of Victoria.
- Enkele boerderijen, waaronder Heikant 86, een rietgedekte langgevelboerderij, waarvan het oudste deel van vóór 1700 dateert en die in 1834 werd uitgebreid.

Zie ook:
- Lijst van rijksmonumenten in Oosteind
- Lijst van gemeentelijke monumenten in Oosteind

## Natuur en landschap
Oosteind wordt in het oosten begrensd door de Donge. Direct ten noorden van het dorp zijn nog resten van het voormalige slagenlandschap te herkennen, volgens welke het veengebied werd ontgonnen. Ten noorden daar weer van ligt de grootschalige Gecombineerde Willemspolder.
Ten zuiden van Oosteind wordt het landschap kleinschaliger en zandiger. Wel ligt Oosteind ingeklemd tussen de bebouwing van Oosterhout en die van Dongen.

## Voorzieningen
Langs de provinciale weg zijn enkele winkels. K.B.S. Basisschool Sint Jan is gelegen in de 'nieuwe wijk', deze school richt zich op de jeugd van Oosteind. Verenigingen zijn onder meer Tennisvereniging TCDHO, voetbalvereniging O.V.V '67, heemkundewerkgroep Ulendonc en Vereniging Belangen Oosteind.
In het buurthuis het Oostquartier worden allerlei activiteiten gehouden. Oosteind heet tijdens carnaval Uilendonck.

## Nabijgelegen kernen
Oosterhout, Dongen, 's Gravenmoer

## Galerij

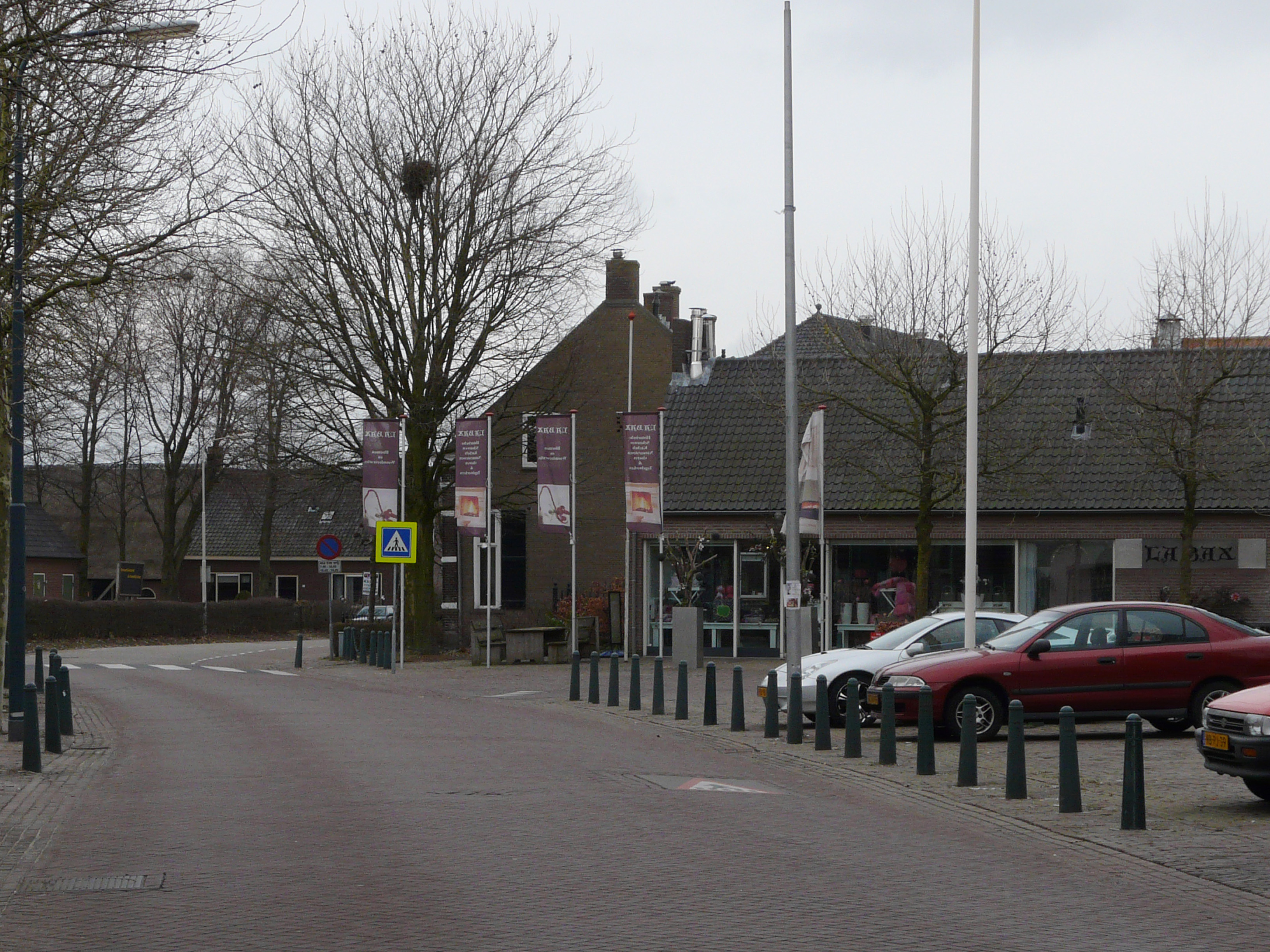
Provinciale weg
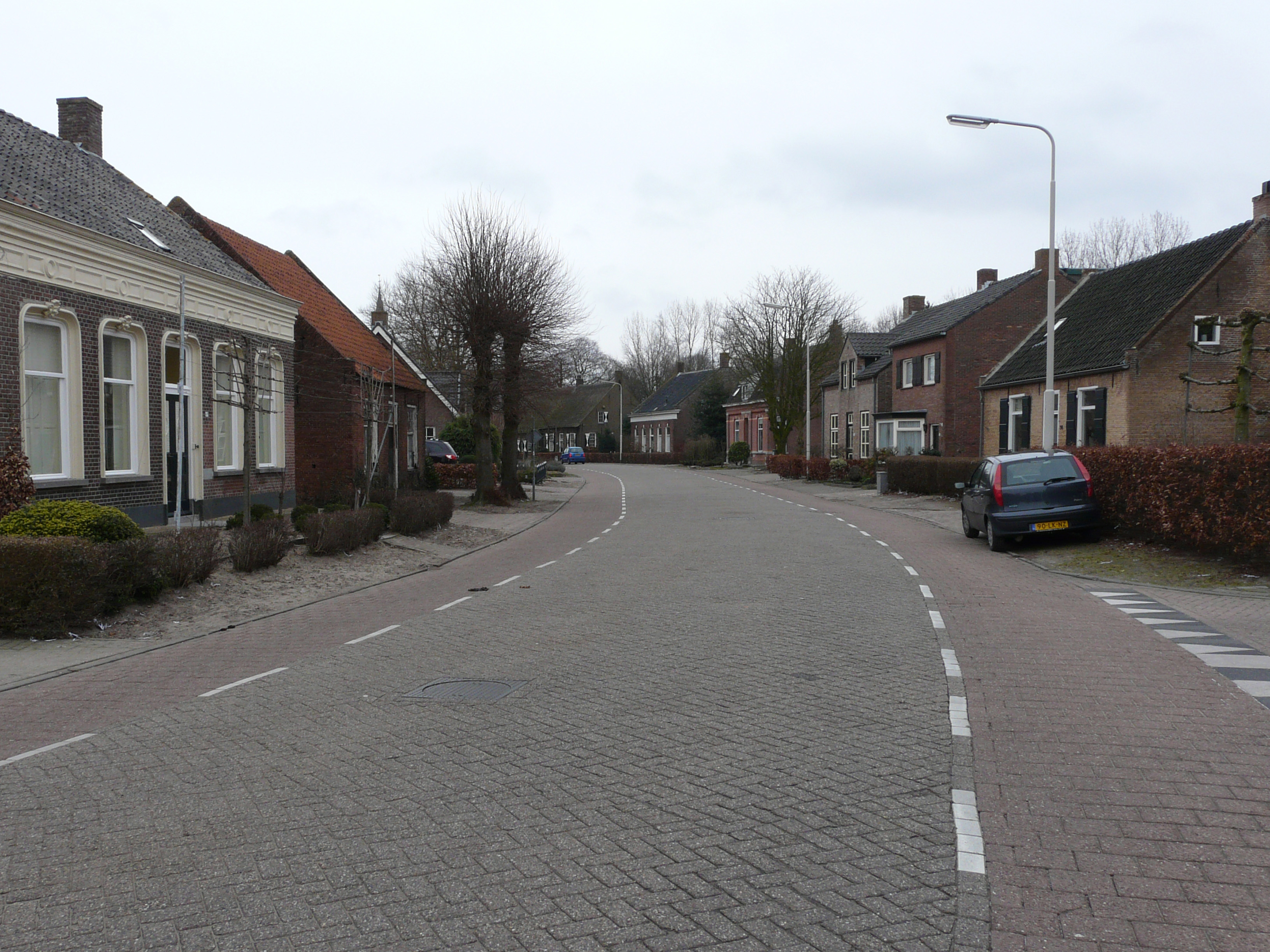
Provinciale weg
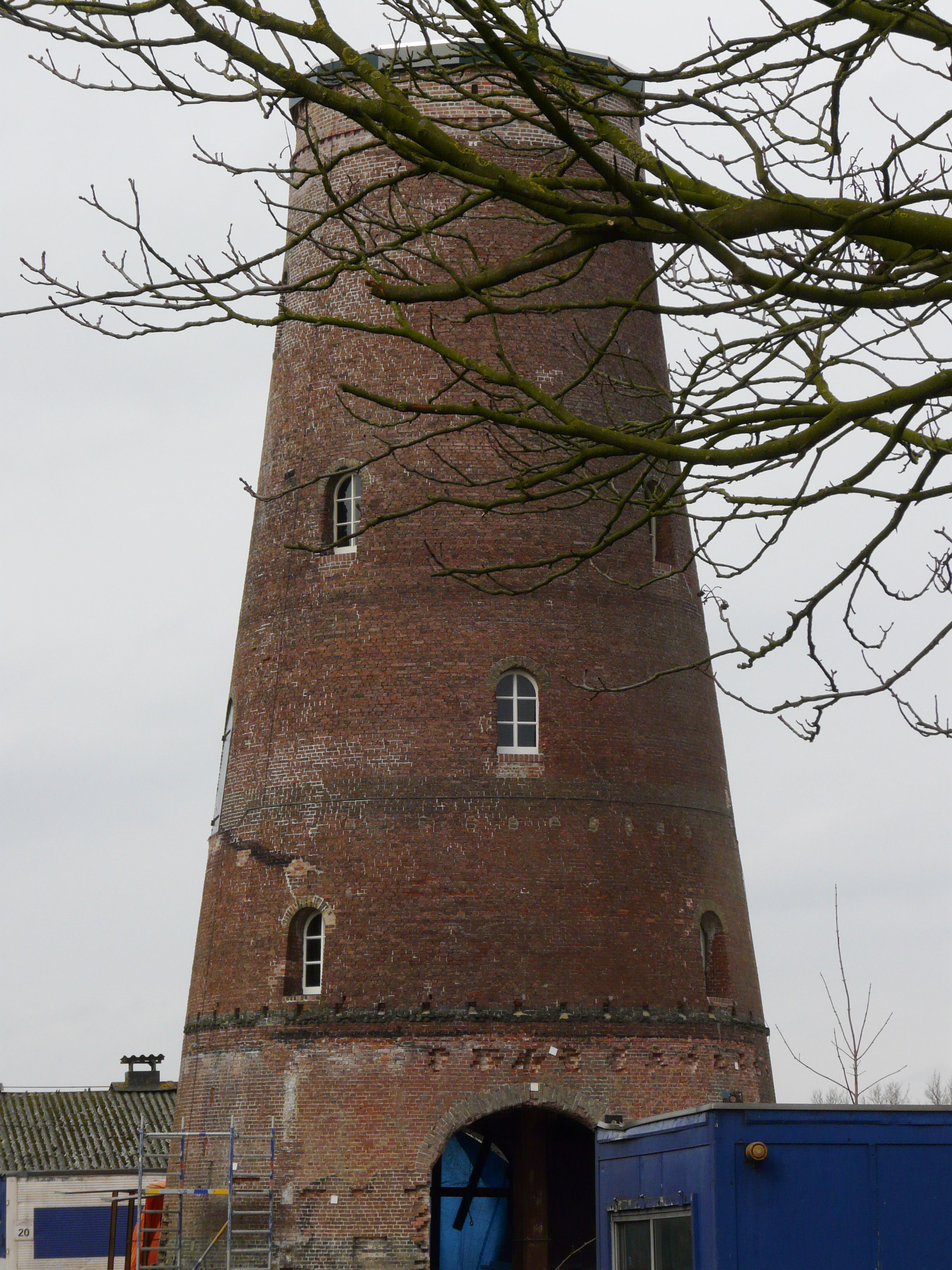
Molen

Stad: Oosterhout      Dorpen: Den Hout · Dorst · Oosteind

Buurtschappen: Baarschot · Eind van den Hout · Groenendijk · Heikant · Heistraat · Hespelaar · Seters · Steenoven · Ter Aalst · Vijfhuizen · Vrachelen

Noord-Brabant: Steden en dorpen      Nederland: Provincies · Gemeenten